# Nienburg/Weser
Pour les articles homonymes, voir Nienburg.
Nienburg/Weser est un port fluvial de Basse-Saxe (Allemagne), chef-lieu de l'arrondissement de Nienburg/Weser.
La caserne du régiment du génie, établie par la Wehrmacht en 1936, forma le noyau de deux camps de prisonniers, un oflag et un stalag. Puis de 1945 à 1950, la ville devint un centre de regroupement des réfugiés venus de Silésie.

## Climat
| Mois                     | jan. | fév. | mars | avril | mai  | juin | jui. | août | sep. | oct. | nov. | déc. | année |
| ------------------------ | ---- | ---- | ---- | ----- | ---- | ---- | ---- | ---- | ---- | ---- | ---- | ---- | ----- |
| Température moyenne (°C) | 0,8  | 1,4  | 4,3  | 8     | 12,9 | 15,9 | 17,2 | 17   | 13,7 | 9,7  | 5,1  | 2,1  | 9     |
| Ensoleillement (h)       | 1,1  | 2,2  | 3,2  | 4,8   | 6,2  | 6,4  | 5,9  | 5,9  | 4,3  | 3    | 1,4  | 0,9  | 3,8   |
| Précipitations (mm)      | 60,5 | 44,7 | 52,1 | 50    | 59,8 | 76,8 | 66   | 65,7 | 52,7 | 48,5 | 59,9 | 67   | 703,7 |

## Histoire
| Appartenances historiques Comté de Hoya 1215-1345 Comté de Hoya-Nienburg 1345-1497 Comté de Hoya 1497-1582 Principauté de Lunebourg 1582-1705 Électorat de Brunswick-Lunebourg 1705-1807 Royaume de Westphalie 1807-1811 Empire français (Bouches-du-Weser) 1811-1814 Royaume de Hanovre 1814-1866 Royaume de Prusse (Province de Hanovre) 1866-1918 République de Weimar 1918-1933 Reich allemand 1933-1945 Allemagne occupée 1945-1949 Allemagne 1949-présent |

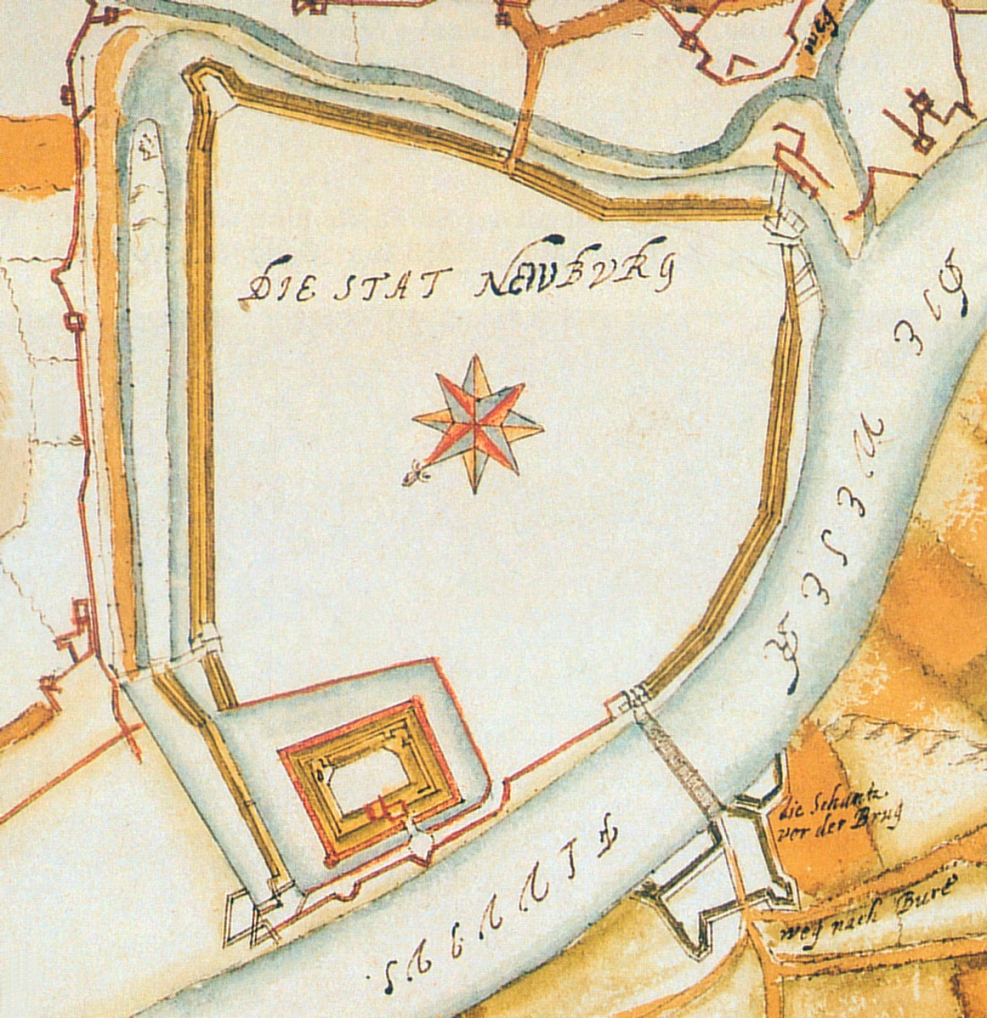
La plus vieille carte connue des fortifications médiévales de Nienburg (1627).

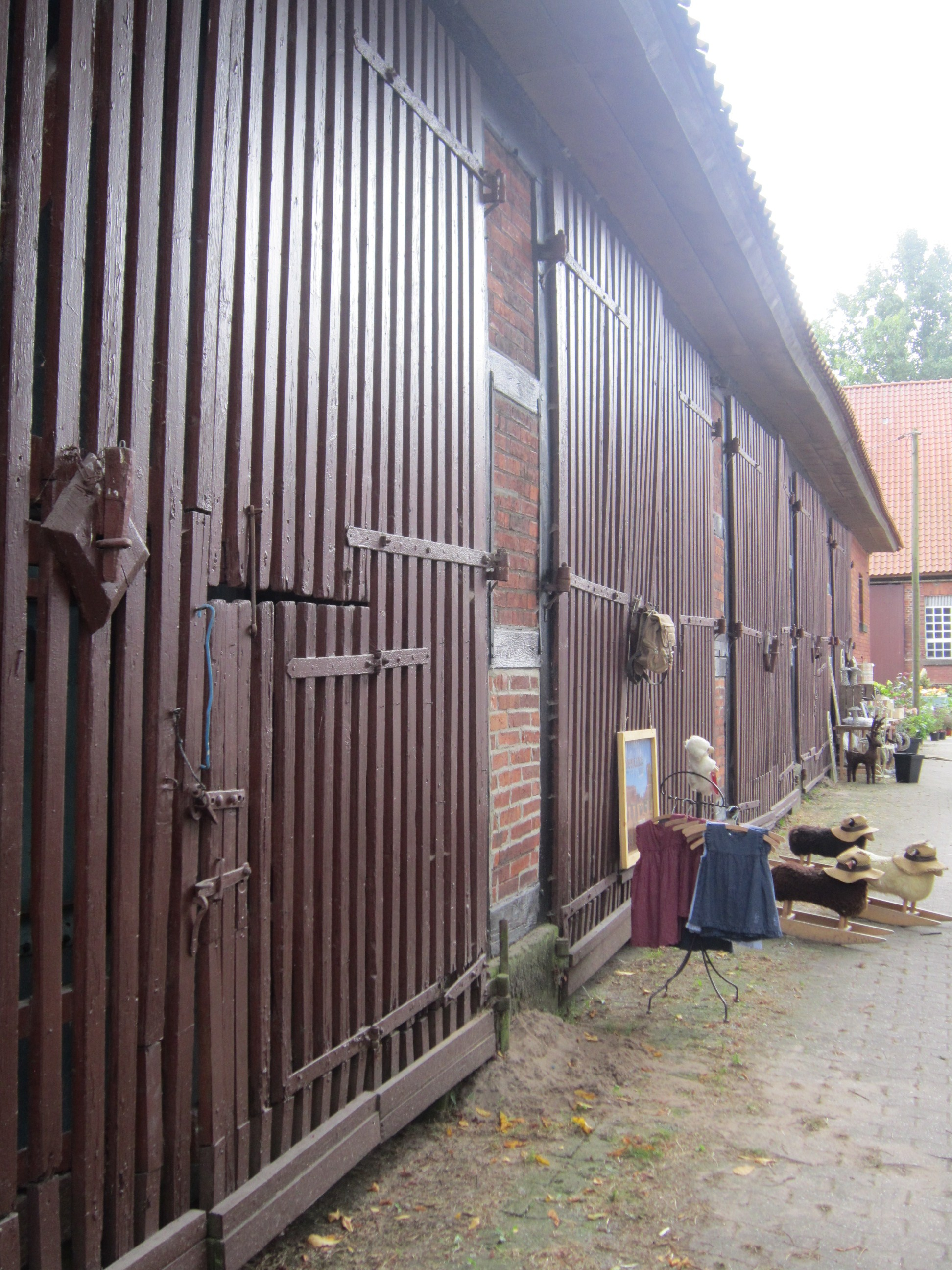
Remise des domaines de Schäferhof.

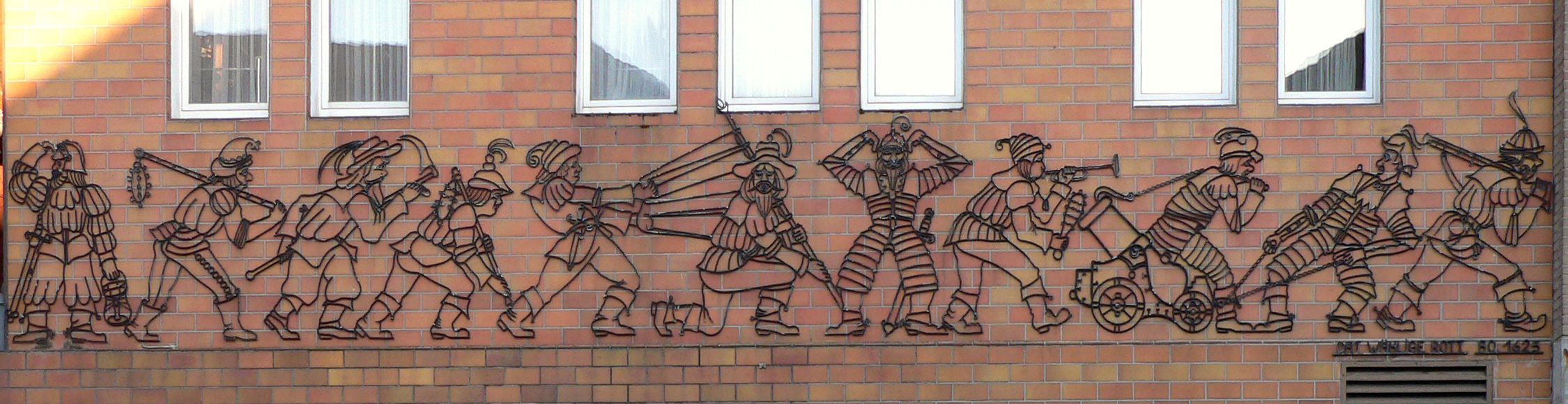
Immeuble de Nienburg avec une représentation satirique de la déroute de l'arrière-garde des conscrits en 1625 lors de la guerre de Trente Ans.

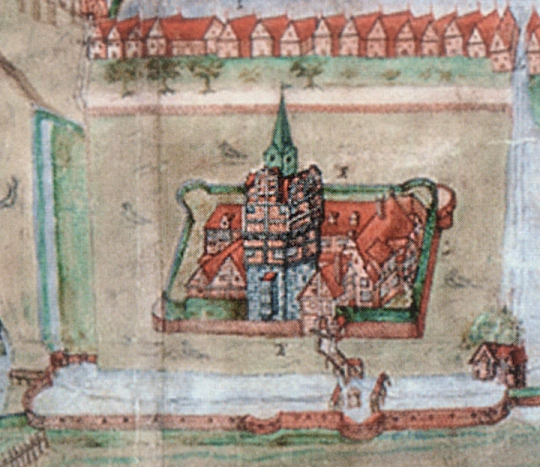
Plan du château de Nienburg (1634).

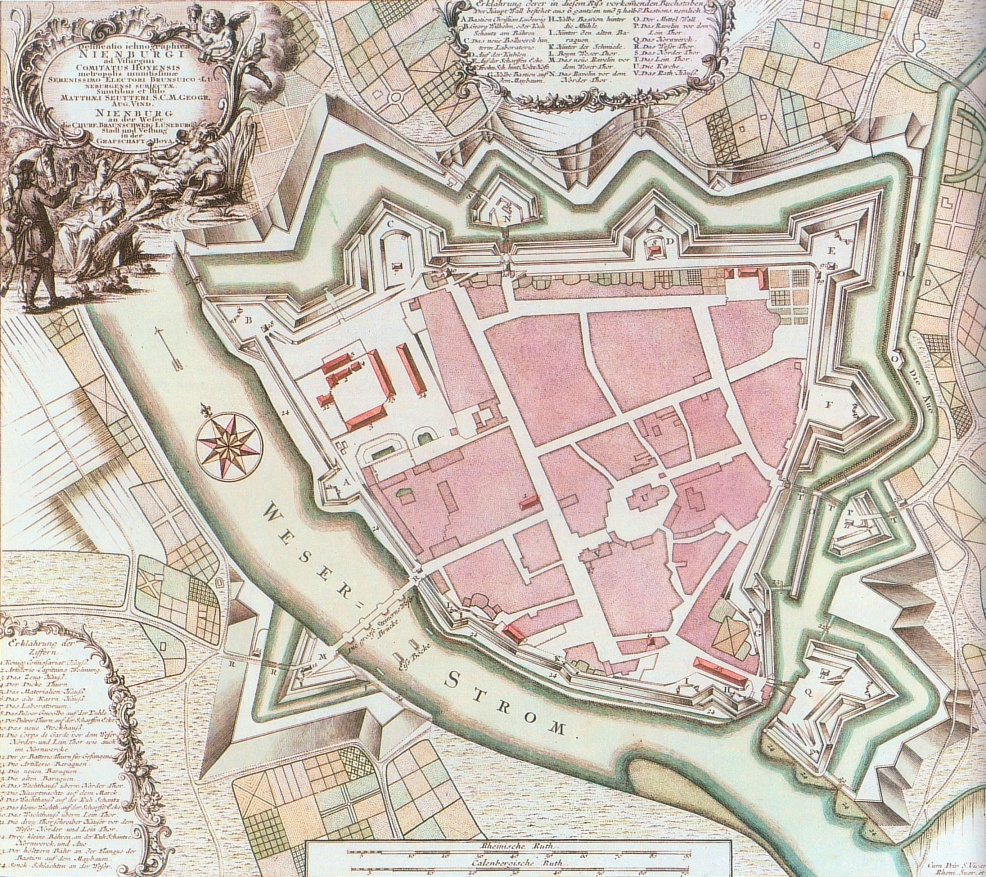
Plan de la place de Nienburg vers 1736.

Nienburg apparaît pour la première fois dans les sources écrites, dans un acte de l’évêché de Minden daté de 1025. Ce toponyme, Nienburg, est une évolution de Nyge Borg, ce qui signifie « nouveau château » en vieux saxon : cela pourrait être une allusion au château fort de Wölpe ou de Drakenburg.
Les fortifications de Nienburg — remparts, palissades et douves — remontent au Moyen Âge ; elles ont disparu depuis. En 1215, Nienburg devient fief des comtes de Hoya et obtient une charte en 1225. Avec le partage du comté de Hoya en 1345, Nienburg devient une résidence saisonnière des princes, jusqu'à la mort sans descendance du comte Othon VIII de Hoya en 1582.
Sous le règne des comtes de Hoya, la cour du château est abondamment approvisionnée. Pour acheminer les vivres en quantité suffisante, on aménage une remise face à la porte du moulin, dans un méandre de la Weser : c'est de là que remonte le châtelet de Schäferhof.
À la mort du dernier comte de Hoya en 1582, les nouveaux seigneurs afferment la cour et les locaux, qui sont le domaine de Nienburg. Nienburg échoit alors aux ducs de Brunswick-Lunebourg, qui se partagent le comté. Le château de Nienburg, devenu une place frontière, est transformé pour former une fortification bastionnée.
Au cours de la guerre de Trente Ans, Nienburg est attaquée à plusieurs reprises. En 1623, le duc Georges de Brunswick-Calenberg y regroupe son armée ; en 1625, elle est assiégée en vain par le comte de Tilly : lors d'une sortie de nuit, un groupe de défenseurs (qu'on appela ensuite Dat Wählige Rott), parvient à s'emparer d'une tente et d'un drapeau de l'armée de Tilly. Les partisans de Nienburg sont encore aujourd'hui commémorés lors de la fête de tir ; ce n'est toutefois qu'un début, car au cours des années suivantes, Nienburg doit supporter des périodes d'occupation, de destruction, de mise à contribution ainsi qu'une épidémie. En 1627, la ville tombe aux mains des forces impériales. Tilly y stationne son armée à plusieurs reprises, ainsi que Pappenheim. Enfin en 1635, le duc Georges parvient à reprendre Nienburg. Au terme de la paix de Prague, l’armée suédoise prend ses quartiers en ville et, malgré la paix de Westphalie, elle ne repartira qu'en 1650. Il faut de nombreuses années pour réparer les fortifications, les portes principales et les maisons.
En 1715, on peut enfin construire le premier pont en pierre à travers la Weser, grâce à une dotation royale de l'électeur George III de Hanovre, qui montera sur le trône de Grande-Bretagne en tant que Georges Ier en 1714. C'est Johann Michael Führer qui dirige les travaux du pont jusqu'en 1718, année où les véhicules les plus légers peuvent enfin traverser le fleuve.
Au cours de la guerre de Sept Ans, les Français s'emparent de Nienburg en 1757 et occupent la place, en imposant des taxes aux bourgeois, jusqu'à ce qu'ils soient chassés par le duc Ferdinand l'année suivante.
Au cours des guerres napoléoniennes, en 1803, Nienburg est à nouveau occupée par l'armée française, et la population doit de nouveau héberger la troupe. Entre 1810 et 1813 elle devient un chef-lieu d’arrondissement du département des Bouches-du-Weser : l’arrondissement de Nienbourg. Les Français font démanteler les fortifications. Après l'échec de Napoléon lors de la campagne de Russie, l'armée française se replie entre autres sur Nienburg ; lorsqu'elle quitte la ville, dans la nuit du 14 au 15 octobre 1813, elle fait sauter la travée centrale du pont sur la Weser ; mais, dès le 22 avril 1814, un pont de secours en charpente permet de nouveau de traverser le fleuve.
L'ouverture de la ligne Wunstorf–Brême permet de rattacher Nienburg dès 1847 au réseau des chemins de fer publics du Royaume de Hanovre.
Bien que, au début de 1933, le SPD soit encore le parti majoritaire en ville, la « mise au pas » produit des effets rapides.
En 1936, les nazis ouvrent une nouvelle caserne à la lisière de Nienburg, le « quartier Mudra », du nom d'un général prussien, Bruno von Mudra. Elle sert de caserne au 22e bataillon du Génie. Lorsque cette unité doit partir au front, au début de la Seconde Guerre mondiale, 1 000 officiers polonais y sont internés : c’est l’ébauche du futur stalag XC et de l’oflag XB. Le compositeur Émile Goué demeure cinq années en détention à l’oflag XB : il y compose de nombreuses œuvres musicales.
L’oflag XB subit un bombardement le 4 février 1945 par un avion britannique qui aurait confondu les installations camouflées de l’oflag avec celles de la gare de Nienburg. Dans ce bombardement périssent de nombreux militaires français, dont le lieutenant-colonel Mariot, chef de corps du 7e GRDI. À la suite de ce bombardement, les responsables allemands décident de déplacer les prisonniers français.
Le 9 avril 1945, les troupes britanniques défilent à Nienburg. Par suite de l’expulsion des Allemands d'Europe de l'Est, plusieurs camps de réfugiés sont improvisés dans l’après-guerre, par exemple pour accueillir les réfugiés de Silésie. Ces camps se trouvent dans les quartiers de Langendamm et dans la Ziegelkampstrasse (le camp Churchill).
En 1962, le bail d'affermage du domaine seigneurial vient à échéance : sur décision du gouvernement régional, tous les anciens domaines seigneuriaux sont confisqués, y compris celui de Schäferhof.

## Industrie

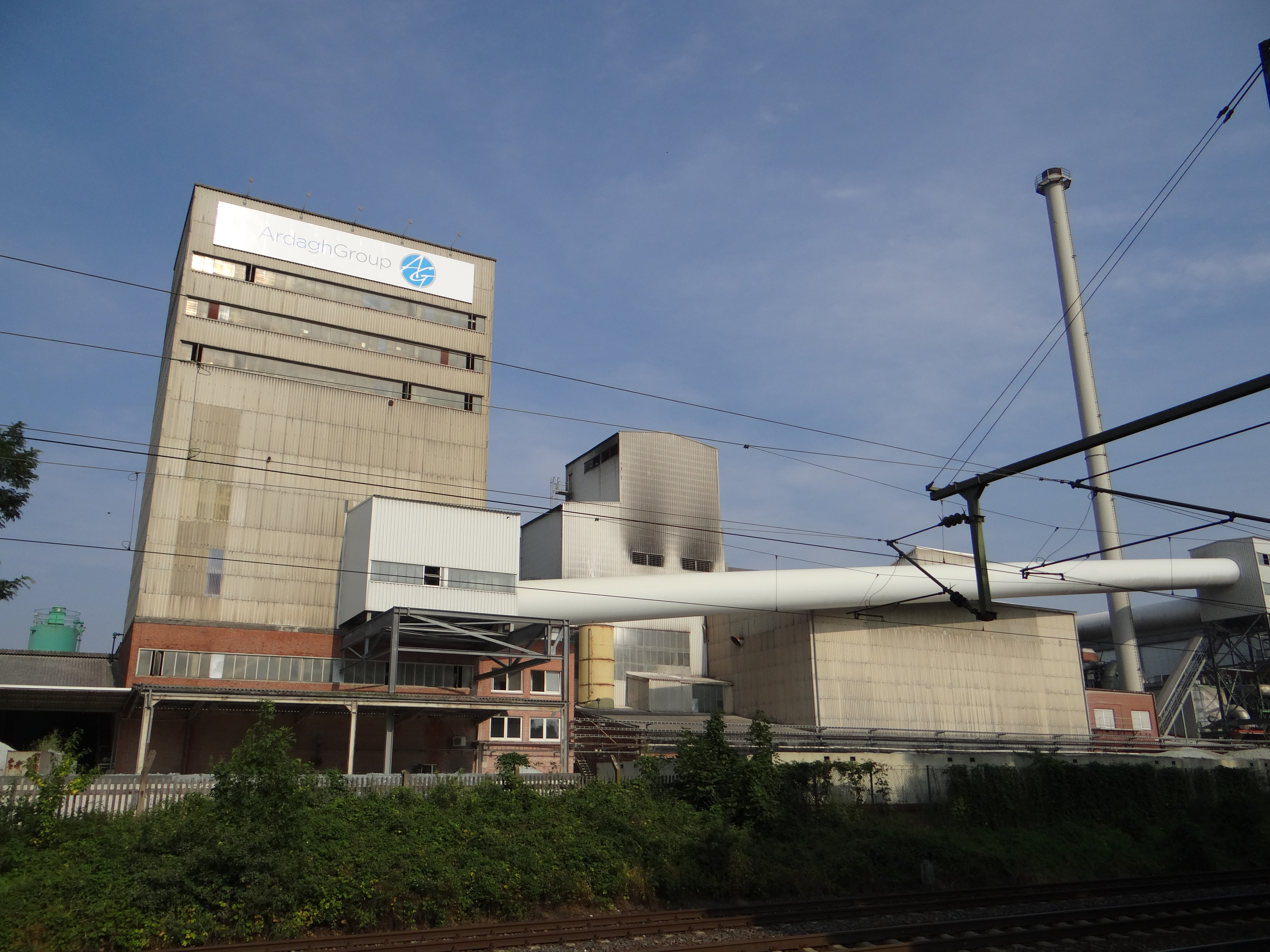
L'usine Ardagh Glass GmbH.

Le groupe irlandais Ardagh a installé à Nienburg l'une de ses plus grosses usines d'Allemagne (il y en a neuf au total). Le groupe BASF y possède aussi une usine de pots catalytiques (Catalysts Germany GmbH), destinée à équiper les poids lourds.
La compagnie P.B. Gelatins est active dans le secteur agroalimentaire.

## Jumelages
- Belgique Termonde (Belgique)
- États-Unis Las Cruces, NM (États-Unis)
- Biélorussie Vitebsk (Biélorussie)
- Pologne Bartoszyce (Pologne; s'appelait Bartenstein jusqu'en 1945)
- Allemagne Nienburg (Saale) (Allemagne)

## Personnalités liées à la commune
- Ernst Thoms
- Godfrey Hankwitz
- Oskar Gröning